# Ангольская крошечная мартышка
Ангольская крошечная мартышка (лат. Miopithecus talapoin) — вид обезьян семейства мартышковых отряда приматов, один из двух видов рода Крошечные мартышки.

## Описание
Ангольская крошечная мартышка — самый мелкий из приматов Старого Света. Длина тела от 32 до 45 см, длина хвоста от 36 до 53 см. Вес от 0,8 до 1,9 кг. Голова и глаза большие, морда короткая. Шерсть от зеленовато-жёлтой до серо-зелёной на верхней части тела и от белого до светло-серого на нижней. Мордочка безволосая, вокруг носа и редкая чёрная шерсть. Имеются защёчные мешки. Внешняя сторона конечностей желтоватая или красноватая. Ступни задних конечностей и кисти передних конечностей жёлтые, иногда с красноватым оттенком. Хвост цветом от тёмно-серого до тёмно-коричневого, нижняя сторона хвоста жёлтая или желтовато-серая. Кончик хвоста тёмно-жёлтый или чёрный. Самки обычно светлее, чем самцы.

## Распространение
Встречаются в южной части бассейна реки Конго в Анголе и Демократической Республике Конго. Населяют леса различных типов, включая первичные, вторичные леса, мангровые болота, опушки леса, часто встречаются возле человеческих поселений. Всегда селятся рядом с источниками воды.

## Поведение
Дневные животные. Образуют крупные группы от 70 до 100 животных. В группе может быть несколько доминантных самцов. Самок в группе больше, чем самцов. Территориального поведения нет. В рационе насекомые, листья, семена, фрукты, ростки, яйца, мелкие позвоночные. Брачный сезон с мая по сентябрь, детёныши рождаются между ноябрём и мартом. В помёте обычно один детёныш. Менструальный цикл длится 31 день, беременность длится от 158 до 166 дней. Половой зрелости самки достигают в возрасте 4,5 лет, самцы на год или два позже. Детёныши развиваются довольно быстро. К двухнедельному возрасту они уже могут отлучаться от матери. В шесть недель начинают есть твёрдую пищу, к трём месяцам становятся независимыми.